# Доменіко Сельво
Доменіко Сельво (італ. Domenico Selvo) — 31-й венеційський дож у 1071—1084 роках.

## Біографія
Належав до венеційського знатного роду з Дорсодуро, за родинною легендою мав походження від давньоримських народних трибунів. Син Стефано Сельво. Замолоду пошлюбив представницю роду Кандьяно. За керування дожа Доменіко I Контаріні був його радником. Вперше він згадується в 1046 році як підписант документа Доменіко Контаріні, єпископа Оліволо. 1055 року Сельво разом з Боно Дандоло було відправлено посланцем до імператора Генріха III, щоб отримати підтвердження привілеїв, якими користувалися венеціанці в Італійському королівстві.
Після смерті Доменіко Контаріні навесні 1071 року обирається на посаду дожа. Доменіко Сельво відомий тим, що був першим дожем в історії Венеції, обрання якого було зафіксовано очевидцем Доменіко Тіно, парафіяльним священиком церкви Сан-Мікеле-Архангела. 1074 року передав частину доходів дожа на покрист патріархату Градо задля відновлення міста, що перебувало у руйнації.
У зовнішній політиці загалом продовжив зберігати баланс між папством, Священною Римською імперією й Візантією. Налагодив дуже добрі стосунки з імператором Генріхом IV, який надав венеційських купцям численні привілеї, що був швидко відбулося на загальному добробуті Венеції. 
1075 року в Константинополі оженився з Теодорою, сестрою візантійського імператора Михайла VII, якому натомість обіцяв допомогу проти норманів з південної Італії. Цей шлюб сприяв розширенню торгівельних можливостей венеційців у Візантії. Дружина дожа в свою чергу привезла до Венеції практику користування виделкою, чашею для пальців (задля миття після вживання їжі), серветками, бра.
Невдовзі за цим вирушив проти Аміко II де Трані, графа Джовінаццо (родича норманських правителів Отвіль), який захопив міста Спліт, Трогір, Зару, Біоград-на-Мору та Нин. До 1076 року венеційці відвоювали ці міста, де ще більше збільшили свій вплив. Натомість імператор Михайло VII надав Сельво титул протопроедра, який до того часу не отримував жоден венеціанський дож.
1076 року з початком боротьби за інвеституру між імператором та папою римським Григорієм VII дож намагався не вступати в конфлікти з жодною зі сторін. Зрештою папа у 1077 і 1081 роках таємно погрожував відлучити Сельво від церкви та накласти інтердикт на Венецію, але Доменіко Сельво ледве уникнув цього, дипломатично стверджуючи автономію релігійної влади Венеції та контроль над нею дож як примікірія і власника мощів Святого Марка, відповідно другої апостольської столиці після Риму.
У самому місті продовжував розбудову базиліку Святого Марка протягом тривалішого періоду, ніж будь-який інший дож. Складна архітектура базиліки та дорогі оздоблення свідчать про процвітання венеціанських торговців у цей період. 
У 1081 році на чолі флоту у 14 галер і 45 інших суден рушив на допомогу візантійському імператорові Олексію I проти Роберта Гвіскара, герцога Сицилії, Апулії та Калабрії, що взяв в облогу важливе портове місто Діррахій. У морській битві у гавань до цього міста венеційці завдали поразки норманському флоту. За цю звитягу отримав від імператора Золоту буллу (надавала Венеції багато привілеїв, включаючи звільнення від податків для венеціанських купців, свободу торгівлі та три вільні торгові порти поблизу Золотого Рогу). Особисто Доменіко Сельво набув титулу протосебаста, власність у Константинополі. Після цього повернувся до Венеції, залишивши флот під командуванням свого сина Доменіко. Після поразки візантійців у битві біля Діррахія венеційський флот залишив гавань Діррахія.
1083 року, скориставшись повернення Гвіскара до Італії, дож на чолі флоту відвоював Діррахій та острів Корфу. 1084 року у послідовно у двох битва біля о.Корфу дож на чолі венеційсько-візантійського флоту завдав поразки флоту Гвіскара. Вважаючи малоймовірною нову атаку супротивника, він відправив частину флоту до Венеції, а сам зосередився у гавані Діррахія. Але Роберт Гвіскар несподівано атакував венеційський флот, який зазнав нищівної поразки, втративши 3 тис. вбитими і 2500 полоненими. Венеціанці також втратили 9 великих галер, найбільших і найважче озброєних кораблів у своєму військовому флоті. Така невдача спричинило невдоволення населення дукату, чим скористався Вітале Фальєро, що підняв постання проти дожа, якого у грудні 1084 року було позбавлено влади та відправлено до монастиря. Помер колишній дож 1087 року, його було поховано у лоджії базиліки Святого Марка.